# Mukanti
Mukanti, selo ili banda Molala Indijanaca sa zapadnih obronaka Cascada u Oregonu, točnije u krajevima oko rijeke Mollala u okrugu Clackamas. Za razliku od ostalih Molala u okrugu Douglas koji su postali farmerima, Mukanti su i dalje ostali lovci, ribari, sakupljači i kopači korijenja.

## Vanjske poveznice
- Molala Indian Tribe History